# Eupholidoptera peneri
Eupholidoptera peneri är en insektsart som beskrevs av Johann Heinrich Kaltenbach 1969. Eupholidoptera peneri ingår i släktet Eupholidoptera och familjen vårtbitare. Inga underarter finns listade i Catalogue of Life.